# Corycaeus dahli
Corycaeus dahli är en kräftdjursart som beskrevs av Tanaka 1957. Corycaeus dahli ingår i släktet Corycaeus och familjen Corycaeidae. Inga underarter finns listade i Catalogue of Life.